# مجلة ميكانيكا الموائع
مجلة ميكانيكا الموائع هي دورية علمية محكمة في مجال ميكانيكا الموائع، تنشر العمل بناءً على الجوانب النظرية والحسابية والتجريبية للموضوع.
تنشر المجلة من قبل مطبعة جامعة كامبريدج، حتى يناير 2020 كانت المجلدات تُنشر مرتين شهريًا بتنسيق ذو عمود واحد، لكن حاليا النشر متاح فقط عبر الإنترنت .